# Brachystelma tumakurense
Brachystelma tumakurense là một loài thực vật có hoa dạng củ trong họ Trúc đào (Apocynaceae). Nó được tìm thấy ở quận Tumakuru, Karnataka, Ấn Độ và được đặt tên theo nơi này. Đây là loài thực vật đặc hữu của Ấn Độ.

## Miêu tả
Brachystelma tumakurense là một loại thảo mộc lâu năm. Nó có thân không phân nhánh, mọc thẳng và mỏng manh, phát triển đến chiều cao  tối đa khoảng 1 m (3 ft). Các lá dài và hẹp, bị cuộn lại như hình trụ, dài 13 cm (5,1 in) và được ngăn cách bởi thân không gian dài 6–7 cm (2,4–2,8 in) . Thân cây yếu và đôi khi bị uốn cong dưới sức nặng của lá và hoa.
Cây mang 3 đến 6 hoa rủ xuống. Các cuống của hoa có dạng sợi chỉ và có chiều dài khoảng 5 mm (0,2 in). Nụ hoa dài khoảng 5 mm khi trưởng thành. Những bông hoa có năm lá đài, có độ dài khoảng 2,5–3 mm (0,10–0,12 in), hoa có màu xanh lục ở mặt dưới và màu hạt dẻ ở trên. Năm cánh hoa trông có lông, mỗi cánh dài từ 9–10 mm (0,35–0,39 in). Các thùy của cánh hoa có màu xanh lục nhạt với các đốm màu hạt dẻ.

### Ra hoa
Bản thân cây phát triển từ tháng 5 đến tháng 8, sau đó khô héo. Củ dưới đất hình thuôn dài, có thể ăn được, tồn tại đến một năm. Ra hoa từ tháng 6-7, ra quả từ tháng 8-9.

## Phân loại
Brachystelma tumakurense được tìm thấy từ một khu rừng hỗn hợp ẩm ướt ở quận Tumakuru, Karnataka, vào năm 2017, khi lượng mưa thiếu hụt khiến cỏ xung quanh cây phát triển ngắn hơn bình thường. Tên cây được đặt tên theo quận Tumakuru.
Brachystelma tumakurense có quan hệ họ hàng gần với B. bourneae, B. maculatum và B. rangacharii, các cây đều có củ thuôn dài, thân mọc thẳng, lá dài và hẹp, mang từ 3–6 hoa. B. tumakurense được phân biệt với ba loài còn lại bằng cách có những cánh hoa màu xanh lá cây có đốm màu hạt dẻ — những cây khác có hoa màu khác.

## Phân bố và sinh cảnh
Brachystelma tumakurense chỉ được biết đến địa phương nơi nó được tìm thấy lần đầu tiên ở  Devarayanadurga, Tumkur,  Karnataka.   Nó được tìm thấy mọc giữa các loại cỏ trong các khu rừng hỗn hợp ẩm ướt.